# Храм-часовня святого благоверного князя Александра Невского (Комсомольский)

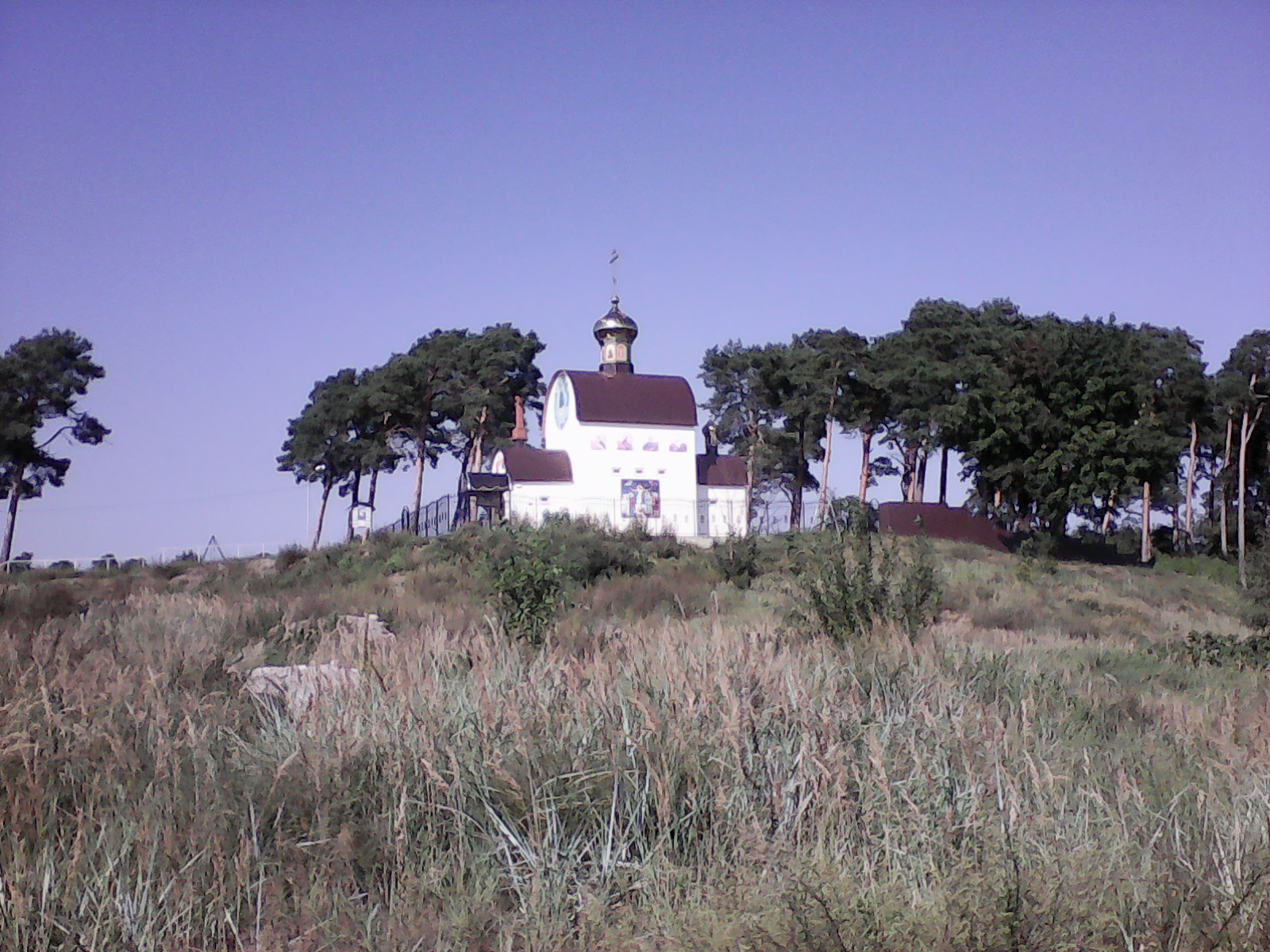
Храм-часовня Александра Невского на холме немецкого кладбища

Храм-часовня святого благоверного князя Александра Невского — православный храм в юрисдикции Калининградской епархии Русской Православной Церкви. Храм находится на холме старого немецкого кладбища посёлка Пайзе (Комсомольский), приписан к приходу Благовещения Пресвятой Богородицы города Светлого Калиниградской области.

## История
Весной 2013 года в поселке Комсомольский (нем. Пайзе) города Светлого (Светловский городской округ, г. Светлый, ул. Нагорная, 6) на высоком холме (бывшее немецкое кладбище) был установлен и освящен настоятелем храма святой Варвары игуменом Тихоном (Кушниром) православный крест, с этого времени здесь началось строительство православного храма-часовни в честь святого благоверного князя Александра Невского. Часовня была построена на средства, собранные приходом святой Варвары.
12-го сентября 2013 года в день памяти Александра Невского в часовне состоялось богослужение. К следующему престольному празднику, 12-му сентября 2014 года, часовня преобразилась: на ней появились изображения святых и над входом в церковь установлена статуя Христа, внутри часовню украсили росписи и иконы, территория вокруг храма благоустроена и огорожена. В мае 2016 года был установлен резной иконостас.

## Архитектура

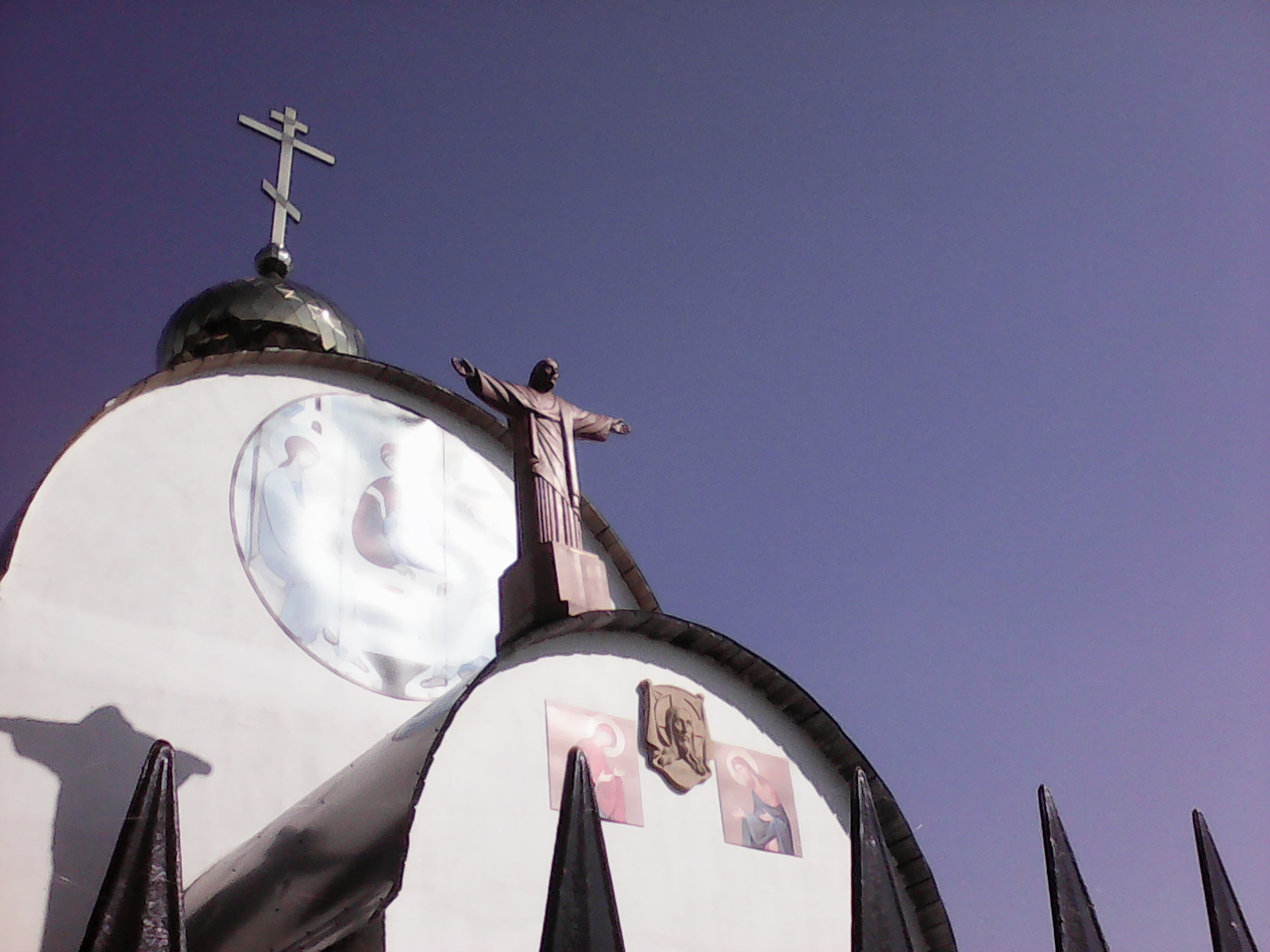
Скульптура Иисуса Христа на притворе Александровского храма

Храм-часовня Александра Невского имеет архитектурные особенности:
- Храм украшают луковичные купола, изготовленные на Украине[4]
- Достопримечательностью храма является деревянная статуя Христа-Спасителя, распростертыми руками благословляющего мир. Это многократно уменьшенная копия знаменитых монументов, стоящих напротив друг друга по обе стороны Атлантического океана: одна в португальском Лиссабоне, другая — в бразильском Рио-де-Жанейро.[6]

## Клир
- Игумен Тихон (Кушнир) — настоятель (2013—2018)[7]
- Иерей Антоний Эрленбуш — настоятель (с 2018)[8]